# Tessa Hofmann
Tessa Hofmann ist der Geburts- und Autorenname der deutschen Philologin, Soziologin und Autorin Tessa Savvidis (* 15. Dezember 1949 in Bassum, Niedersachsen). Hofmann lebt und arbeitet in Berlin.

## Biografie
Nach dem Abitur 1969 in Hannover studierte Hofmann bis 1974 Slawistik, Armenistik und Soziologie. 1974/75 war sie postgraduierte Forschungsstipendiatin an den Staatsuniversitäten Leningrad (Sowjetunion), Jerewan (Armenien) und Tbilissi (Georgien). 1982 promovierte sie und arbeitete von 1983 bis 2015 als wissenschaftliche Angestellte am Osteuropa-Institut der FU Berlin.

## Wirken
Als Sachbuchautorin und Herausgeberin hat Hofmann zahlreiche, in neun Staaten erschienene Publikationen zur Geschichte, Kultur und Gegenwartslage Armeniens und der armenischen Diaspora, zur Genozidforschung, zu Minderheiten in der Türkei und im Südkaukasus veröffentlicht.
Sie setzt sich für die Anerkennung des türkischen Genozids an den Armeniern, Griechen und Aramäern ein. Am Schreibtisch sowie auf der Straße kämpfte sie um die Verurteilung der Todesmärsche, Massaker und Zwangsarbeit, bis der Deutsche Bundestag 2016 schließlich die Erklärung zum Völkermord an den Armeniern und anderen christlichen Minderheiten 1915/1916 im Osmanischen Reich verabschiedete. Aus ihrer Sicht war das damals ein starkes Signal, eine Warnung für alle potenziellen Täter und solche, die sich mit den früheren Tätern identifizierten, sagt sie im Gepärch mit dem taz-Journalisten Tigran Petrosyan. „Anderenfalls besteht die Gefahr, dass der Völkermord von heute der vergessene Völkermord von morgen ist“, sagt sie.
Seit 1979 arbeitet sie in der ehrenamtlichen Menschenrechtsarbeit als Armenien-Koordinatorin der Gesellschaft für bedrohte Völker und seit 2003 als Vorsitzende der Arbeitsgruppe Anerkennung – Gegen Genozid, für Völkerverständigung g. e. V. (AGA). Sie ist Vorstandssprecherin der Fördergemeinschaft für eine Ökumenische Gedenkstätte für Genozidopfer im Osmanischen Reich (FÖGG) g. e. V. und wissenschaftliche Redakteurin der FÖGG-Webseite Virtual Genocide Memorial.
Hofmann hat eine Gedenkstätte für Genozidopfer im Osmanischen Reich auf dem Berliner Evangelischen Luisenkirchhof initiiert. Das ist der einzige Ort weltweit, an dem gemeinsam der Christen gedacht wird, die von 1912 bis 1922 unter den nationalistischen Regimen der Jungtürken und Kemalisten bei Massakern, Todesmärschen oder Zwangsarbeit ums Leben kamen, schrieb der Journalist Tigran Petrosyan in der taz. Mindestens drei Mal im Jahr kommen Vertreter der drei Gemeinschaften hier zusammen – zu den Gedenktagen des Völkermord an den Armeniern (24. April), Aramäern (15. Juni) und Griechen (14. September). Sie legen Blumen nieder und erinnern sich kollektiv und einzeln ihrer Vorfahren.
Am Lehrstuhl für Soziologie des Osteuropa-Instituts der Freien Universität Berlin war sie Mitarbeiterin bei der Konzipierung, Beantragung und Implementierung von Forschungsvorhaben mit den Schwerpunkten Migrations- und Minderheitenforschung im Bereich Ost- und Südosteuropas sowie des Südkaukasus.
2008–2012 arbeitete Tessa Hofmann an dem internationalen Forschungsprojekt Comparing Out-Migration from Armenia and Georgia mit (Leitung: 2008–2010 Nikolai Genov; 2011–2012 Katharina Bluhm).
2019 veröffentlichte Hofmann ihren ersten Roman („Tauben und Raben: Ein historischer Roman aus dem alten Irland“.).

## Ehrungen und Auszeichnungen
- 1988: Garbis-Papazian-Preis der Armenian General Benevolent Union (New York)
- 2002: Ehrenprofessur der Hrachia Ajarian-Universität, Jerewan
- 2003: Fridtjof Nansen Medaille des Nationalen Museums und Instituts des Armenischen Genozids, Jerewan
- 2003: Hakob Meghapart Medaille der Nationalbibliothek der Republik Armenien, Jerewan
- 2005: Medaille für die Erforschung des Armenischen Genozids, verliehen vom Nationalen Museum und Institut des Armenischen Genozids, Jerewan
- 2009: Ehrenmitglied der Gesellschaft für bedrohte Völker
- 2012: Präsidentenpreis für bedeutende wissenschaftliche und menschenrechtliche Leistungen zur Anerkennung des Genozids an den Armeniern (gespendet vom Allarmenischen Hajastan Fond)
- 2015 Ehrenprofessur der Staatlichen Universität Jerewan

## Kritik an Illustrationen
Ein Bild des russischen Malers Wassili Wassiljewitsch Wereschtschagin mit dem Titel Apotheose des Krieges aus dem Jahre 1871 wurde in schwarz-weißer Version als Coverbild des von Hofmann 1980 herausgegebenen Buches Der Völkermord an den Armeniern vor Gericht – der Prozess Talaat Pascha benutzt und als Fotografie mit dem Titel „Türkische Barbarei: Eine Schädelpyramide in Westarmenien 1916/1917“ bezeichnet.
Dieses Coverbild und seine Verwendung wurden von Türkkaya Ataöv unter anderem in der Schrift The 'Armenian Question': Conflict, Trauma and Objectivity und der Publikation An Armenian Falsification von 1985 thematisiert. Er deckte diesen Vorfall erstmals auf, ohne dabei Hofmann als Verantwortliche zu nennen. Auch in den von Hermann Goltz herausgegebenen Akten des internationalen Dr. Johannes-Lepsius-Symposiums 1986 an der Martin-Luther-Universität Halle-Wittenberg wurde die Thematik behandelt. Goltz bewertete diesen Vorfall als „erstaunlich“ und „peinlich“. Demnach würde Tessa Hofmann in ihrer Wiederherausgabe des Talaat-Prozesses das Gemälde von Wereschtschagin als Bilddokument von dem Genozid an den Armeniern missverstehen. Für die 1985 erschienene Neuauflage des Buches wurde ein anderes Coverbild gewählt.
Im Innern der Ausgabe von 1980 befindet sich zudem das Foto des Gemäldes Les Horreurs de la guerre von Paul-Émile Boutigny (1854–1929) mit der Bildunterschrift „Gefolterte und geschändete Armenierinnen. Fotografiert an der Straße von Trapesunt nach Ersnga von einem deutschen Offizier“. Bereits 1914 war eine monochrome, fotografische Reproduktion des Gemäldes im Salon des Artistes Français ausgestellt worden.
Hofmann hat 1992 in einem umfangreichen Aufsatz über Bilddokumente zum osmanischen Genozid an den Armeniern Stellung zu den Schwierigkeiten der präzisen Bildbestimmung genommen, insbesondere zur Verwechslung des Wereschtschagin-Gemäldes „Apotheose“ mit einem Photodokument. In einem Beitrag zu einer Festschrift wies sie 2015 die Verwendung des Wereschtschagin-Gemäldes im griechisch-armenischen Kontext als allegorisches Coverbild der Berichte des griechischen Kriegsberichterstatters Kostas Faltaits (Athen 1921) über Massaker auf der Yalova-Halbinsel nach und ergänzte 2019 in einer Rezension die bisherigen Kenntnisse zu einem bekannten Bilddokument einer öffentlichen Hinrichtung in Mossul (1917) mit den Erinnerungen eines armenischen Überlebenden und Augenzeugen dieser Episode.

## Schriften (Auswahl)
- als Hrsg.: Der Völkermord an den Armeniern vor Gericht : der Prozess Talaat Pascha. 3., ergänzte und überarbeitete Auflage. Göttingen 1985, ISBN 3-922197-05-1.
- Das Bauernthema in der sowjetrussischen Prosa der 20er Jahre. Konzeptionen, Konflikte und Figuren. Sagner, München 1983. (digi20.digitale-sammlungen.de)
- Die Nachtigall Tausendtriller. Armenische Volksmärchen. Ausgewählt und aus dem Armenischen übertragen zusammen mit Gerayer Koutcharian, Illustrationen von Juliane Schack. 2. Auflage. Edition Orient, Berlin 1983, ISBN 3-922825-16-8.
- Armenien und Georgien. Zwischen Ararat und Kaukasus. Mit einem Beitrag von Margarita Woskanjan. Mundo-Verlag, Leer 1990, ISBN 3-87322-001-6.
- Die Armenier. Schicksal, Kultur, Geschichte. Verlag Das Andere, Nürnberg 1993, ISBN 3-922619-25-8.
- als Hrsg.: Armenier und Armenien. Heimat und Exil. Rowohlt, Reinbek bei Hamburg 1994, ISBN 3-499-19554-2.
- mit Dorcas Platt (Fotos): Irland. Edition Temmen, Bremen 1997, ISBN 3-86108-854-1.
- mit Andreas Wolfensberger: Armenien. Stein um Stein. Edition Temmen, Bremen 2001, ISBN 3-86108-787-1.
- als Hrsg.: Verfolgung, Vertreibung und Vernichtung der Christen im Osmanischen Reich. 1912–1922. 2., erw. Auflage. Münster 2007, ISBN 978-3-8258-7823-8.
- Armenier in Berlin – Berlin und Armenien. Mit Beiträgen von Doğan Akhanlı und Yelda. Berlin: Der Beauftragte des Senats für Integration und Migration, 2005. (academia.edu)
- Annäherung an Armenien. Geschichte und Gegenwart. Beck, München 2006, ISBN 3-406-54136-4.
- mit Matthias Bjørnlund und Vasileios Meichanetsidis (Hrsg.): The Genocide of the Ottoman Greeks: Studies on the State-Sponsored Campaign of Extermination of the Christians of Asia Minor, 1912–1922 and Its Aftermath: History, Law, Memory. Melissa International, New York 2011, ISBN 978-0-89241-615-8.
- Tessa Savvidis, Nikolai Genov (Hrsg.): Transboundary Migration in the Post-Soviet-Space: Three Comparative Case Studies. Peter Lang Internationaler Verlag der Wissenschaften, Frankfurt am Main/ Berlin/ Berlin u. a. 2011, ISBN 978-3-631-61485-3.
- One Nation, Three Sub-Ethnic Groups: The Case of Armenia and her Diaspora. With a Foreword by Prof. Dr. Gevorg Poghosyan. Yerevan: Institute of Philosophy, Sociology and Law of the National Academy of Sciences of the Republic of Armenia, 2011, ISBN 978-9939-824-05-5. (academia.edu)
- Vertreibung, Verfolgung, Vernichtung: Bilder und Texte zum Genozid an den Armeniern 1915/16. Unter Mitwirkung von Helmut Donat und mit einem Beitrag von Wolfgang Schlott. Donat Verlag, Bremen 2017, ISBN 978-3-943425-67-3.
- Ein Tropfen Honig: Armenische Fabeln und Märchen. Hrsg. u. übersetzt von Tessa Hofmann und Gerayer Koutcharian. Norderstedt 2019, ISBN 978-3-7481-6421-0.
- Todesvision: Eine Hommage an die ermordeten Dichter Armeniens. Hrsg. von Tessa Hofmann und Gerayer Koutcharian. Donat Verlag, Bremen 2020, ISBN 978-3-943425-67-3.

### Belletristik
- Tauben und Raben. Ein historischer Roman aus dem alten Irland. Norderstedt 2019, ISBN 978-3-7494-4245-4.